# 리히텐슈타인 후자 니콜라우스
리히텐슈타인 후자 니콜라우스(Prince Nikolaus of Liechtenstein, 1947년 10월 24일 ~ )는 리히텐슈타인의 후자이자, 변호사, 외교관이다. 리히텐슈타인 후작 프란츠 요제프 2세와 게오르기나 폰 빌체크의 4남 1녀 중 삼남이다. 현재 재위 중인 리히텐슈타인 후작 한스아담 2세의 둘째 남동생이며, 룩셈부르크 대공 앙리의 매제이다. 그는 교황청의 비거주자 리히텐슈타인 대사였다.

## 같이 보기
- 마리아피아 코트바우어